# 안드레아스 오틀
안드레아스 오틀 (Andreas Ottl, 1985년 3월 1일, 독일 뮌헨 ~) 은 독일의 전 축구 선수로, 과거 수비형 미드필더로 활약했다. 그는 2005년 7월 1일, FC 바이에른 뮌헨과 첫 프로 계약을 체결하였다. 그는 전 독일 U-21 국가대표 일원이었다. 오틀은 다양한 미드필더 포지션과 수비수 포지션을 소화하는 선수였다.

## 경력

### FC 바이에른 뮌헨
안드레아스 오틀은 1996년, FC 바이에른 뮌헨의 유스 아카데미에 합류하였다. 그는 2002년에 리저브 팀인 FC 바이에른 뮌헨 II로 승격되었고, 2005년에는 FC 바이에른 뮌헨 1군으로 승격되었다. 그는 3 리가에 있는 리저브 팀에서 주축 선수로 활약함으로써 1군 승격 기회를 획득하였다. 오틀은 2005년 7월 1일에 정식적으로 1군 계약을 맺으며 바스티안 슈바인슈타이거, 오언 하그리브스와 같은 선수들의 엘리트 코스를 밟았다. 그는 1. FC 카이저슬라우테른과의 경기에서 1군 첫골을 득점하였다. 오틀은 2010년 1월에서 2010년 6월까지 1. FC 뉘른베르크로 임대되었다. 오틀은 총 109 분데스리가 경기에 출장하였고, 총 9골을 득점하였다. 그는 챔피언스리그를 20경기 출장하였다. 그는 FC 바이에른 뮌헨 소속으로 2차례 분데스리가를 우승하였고, 2차례 DFB-포칼을 우승하였다.

### 헤르타 BSC 베를린
2011년 5월 21일, 안드레아스 오틀은 자유 이적으로 헤르타 BSC 베를린과 3년 계약을 체결함으로써, 2011년 여름에 헤르타가 영입한 4번째 선수가 되었다. 그는 7월 1일, 헤르타로 이적하기 전까지 15년간 바이에른 뮌헨 소속이었다. 오틀은 2011년 7월 31일, ZFC 모이젤비츠와의 친선경기에서 첫 득점을 하였고, 헤르타는 4-0 승리를 거두었다.

## 수상
FC 바이에른 뮌헨 유소년팀
- 독일 U-17 챔피언쉽: 2001
- 독일 U-19 챔피언쉽: 2002, 2004

FC 바이에른 뮌헨 II
- 남부 3 리가: 2004

FC 바이에른 뮌헨
- 푸스볼-분데스리가: 2005-06, 2007-08
- DFB-포칼: 2005-06, 2007-08
- DFB-리가포칼: 2007
- DFL-슈퍼컵: 2010